# Giro del Delfinato 1989
Il Giro del Delfinato 1989, quarantunesima edizione della corsa, si svolse dal 29 maggio al 5 giugno su un percorso di 1224 km ripartiti in 8 tappe più un cronoprologo, con partenza a Divonne-les-Bains e arrivo ad Aix-les-Bains. Fu vinto dal francese Charly Mottet della R.M.O. davanti al britannico Robert Millar e al francese Thierry Claveyrolat.

## Tappe
| Tappa  | Data      | Percorso                                                  | km    | Vincitore di tappa  | Leader cl. generale |
| ------ | --------- | --------------------------------------------------------- | ----- | ------------------- | ------------------- |
| Prol.  | 29 maggio | Divonne-les-Bains > Divonne-les-Bains (cron. individuale) | 5     | Steve Bauer         | Steve Bauer         |
| 1ª     | 30 maggio | Divonne-les-Bains > Lione                                 | 186   | Pascal Poisson      | Thomas Wegmüller    |
| 2ª     | 31 maggio | Lione > Saint-Étienne                                     | 186   | Thomas Wegmüller    | Thomas Wegmüller    |
| 3ª     | 1º giugno | Montélimar > Carpentras                                   | 183,5 | Charly Mottet       | Charly Mottet       |
| 4ª     | 2 giugno  | Carpentras > Valence                                      | 155,7 | Sean Kelly          | Charly Mottet       |
| 5ª     | 3 giugno  | Crest > Grenoble                                          | 230   | Thierry Claveyrolat | Charly Mottet       |
| 6ª     | 4 giugno  | Grenoble > Aix-les-Bains                                  | 84,5  | Gérard Rué          | Charly Mottet       |
| 7ª     | 4 giugno  | Aix-les-Bains > Le Revard (cron. individuale)             | 30    | Robert Millar       | Charly Mottet       |
| 8ª     | 5 giugno  | Aix-les-Bains > Aix-les-Bains                             | 163   | Peter De Clercq     | Charly Mottet       |
| Totale | Totale    | Totale                                                    | 1224  |                     |                     |

## Dettagli delle tappe

### Prologo
- 29 maggio: Divonne-les-Bains > Divonne-les-Bains (cron. individuale) – 5 km

| Pos. | Corridore        | Squadra  | Tempo |
| ---- | ---------------- | -------- | ----- |
| 1    | Steve Bauer      | Helvetia | 5'56" |
| 2    | Charly Mottet    | R.M.O.   | a 1"  |
| 3    | Thomas Wegmüller | Domex    | s.t.  |

| Pos. | Corridore        | Squadra  | Tempo |
| ---- | ---------------- | -------- | ----- |
| 1    | Steve Bauer      | Helvetia | 5'56" |
| 2    | Charly Mottet    | R.M.O.   | a 1"  |
| 3    | Thomas Wegmüller | Domex    | s.t.  |

### 1ª tappa
- 30 maggio: Divonne-les-Bains > Lione – 186 km

| Pos. | Corridore            | Squadra | Tempo    |
| ---- | -------------------- | ------- | -------- |
| 1    | Pascal Poisson       | Toshiba | 5h06'34" |
| 2    | Nico Verhoeven       | PDM     | s.t.     |
| 3    | Frank Van Den Abeele | Lotto   | s.t.     |

| Pos. | Corridore        | Squadra  | Tempo    |
| ---- | ---------------- | -------- | -------- |
| 1    | Thomas Wegmüller | Domex    | 5h12'28" |
| 2    | Pascal Poisson   | Toshiba  | a 8"     |
| 3    | Steve Bauer      | Helvetia | a 9"     |

### 2ª tappa
- 31 maggio: Lione > Saint-Étienne – 186 km

| Pos. | Corridore           | Squadra | Tempo    |
| ---- | ------------------- | ------- | -------- |
| 1    | Thomas Wegmüller    | Domex   | 5h17'48" |
| 2    | Sean Kelly          | PDM     | a 17"    |
| 3    | Thierry Claveyrolat | R.M.O.  | s.t.     |

| Pos. | Corridore        | Squadra | Tempo     |
| ---- | ---------------- | ------- | --------- |
| 1    | Thomas Wegmüller | Domex   | 10h30'03" |
| 2    | Pascal Poisson   | Toshiba | a 38"     |
| 3    | Charly Mottet    | R.M.O.  | a 40"     |

### 3ª tappa
- 1º giugno: Montélimar > Carpentras – 183,5 km

| Pos. | Corridore           | Squadra | Tempo    |
| ---- | ------------------- | ------- | -------- |
| 1    | Charly Mottet       | R.M.O.  | 5h14'41" |
| 2    | Fabrice Philipot    | Toshiba | s.t.     |
| 3    | Thierry Claveyrolat | R.M.O.  | a 1'38"  |

| Pos. | Corridore           | Squadra | Tempo     |
| ---- | ------------------- | ------- | --------- |
| 1    | Charly Mottet       | R.M.O.  | 15h45'14" |
| 2    | Fabrice Philipot    | Toshiba | a 22"     |
| 3    | Thierry Claveyrolat | R.M.O.  | a 1'58"   |

### 4ª tappa
- 2 giugno: Carpentras > Valence – 155,7 km

| Pos. | Corridore       | Squadra     | Tempo    |
| ---- | --------------- | ----------- | -------- |
| 1    | Sean Kelly      | PDM         | 3h54'41" |
| 2    | Steve Bauer     | Helvetia    | s.t.     |
| 3    | Patrick Tolhoek | Superconfex | s.t.     |

| Pos. | Corridore           | Squadra | Tempo     |
| ---- | ------------------- | ------- | --------- |
| 1    | Charly Mottet       | R.M.O.  | 19h39'55" |
| 2    | Fabrice Philipot    | Toshiba | a 22"     |
| 3    | Thierry Claveyrolat | R.M.O.  | a 1'58"   |

### 5ª tappa
- 3 giugno: Crest > Grenoble – 230 km

| Pos. | Corridore           | Squadra   | Tempo    |
| ---- | ------------------- | --------- | -------- |
| 1    | Thierry Claveyrolat | R.M.O.    | 6h56'39" |
| 2    | Robert Millar       | Z-Peugeot | a 16"    |
| 3    | Martial Gayant      | Toshiba   | a 1'22"  |

| Pos. | Corridore           | Squadra   | Tempo     |
| ---- | ------------------- | --------- | --------- |
| 1    | Charly Mottet       | R.M.O.    | 26h38'19" |
| 2    | Thierry Claveyrolat | R.M.O.    | a 13"     |
| 3    | Robert Millar       | Z-Peugeot | a 32"     |

### 6ª tappa
- 4 giugno: Grenoble > Aix-les-Bains – 84,5 km

| Pos. | Corridore            | Squadra   | Tempo    |
| ---- | -------------------- | --------- | -------- |
| 1    | Gérard Rué           | Super U   | 2h17'43" |
| 2    | Jean-Claude Leclercq | Helvetia  | a 5"     |
| 3    | Atle Kvålsvoll       | Z-Peugeot | a 6"     |

| Pos. | Corridore           | Squadra   | Tempo     |
| ---- | ------------------- | --------- | --------- |
| 1    | Charly Mottet       | R.M.O.    | 28h56'31" |
| 2    | Thierry Claveyrolat | R.M.O.    | a 13"     |
| 3    | Robert Millar       | Z-Peugeot | a 32"     |

### 7ª tappa
- 4 giugno: Aix-les-Bains > Le Revard (cron. individuale) – 30 km

| Pos. | Corridore       | Squadra   | Tempo    |
| ---- | --------------- | --------- | -------- |
| 1    | Robert Millar   | Z-Peugeot | 1h04'13" |
| 2    | Charly Mottet   | R.M.O.    | a 14"    |
| 3    | Laurent Bezault | Toshiba   | a 42"    |

| Pos. | Corridore           | Squadra   | Tempo     |
| ---- | ------------------- | --------- | --------- |
| 1    | Charly Mottet       | R.M.O.    | 30h00'58" |
| 2    | Robert Millar       | Z-Peugeot | a 18"     |
| 3    | Thierry Claveyrolat | R.M.O.    | a 1'50"   |

### 8ª tappa
- 5 giugno: Aix-les-Bains > Aix-les-Bains – 163 km

| Pos. | Corridore       | Squadra     | Tempo    |
| ---- | --------------- | ----------- | -------- |
| 1    | Peter De Clercq | Lotto       | 3h52'08" |
| 2    | Fabian Fuchs    | Superconfex | a 1"     |
| 3    | Gérard Rué      | Super U     | a 2"     |

| Pos. | Corridore           | Squadra   | Tempo     |
| ---- | ------------------- | --------- | --------- |
| 1    | Charly Mottet       | R.M.O.    | 33h54'03" |
| 2    | Robert Millar       | Z-Peugeot | a 18"     |
| 3    | Thierry Claveyrolat | R.M.O.    | a 1'50"   |

## Classifiche finali

### Classifica generale
| Pos. | Corridore                     | Squadra                | Tempo     |
| ---- | ----------------------------- | ---------------------- | --------- |
| 1    | Charly Mottet                 | R.M.O.                 | 33h54'03" |
| 2    | Robert Millar                 | Z-Peugeot              | a 18"     |
| 3    | Thierry Claveyrolat           | R.M.O.                 | a 1'50"   |
| 4    | Fabrice Philipot              | Toshiba                | a 2'49"   |
| 5    | Laurent Bezault               | Toshiba                | a 2'56"   |
| 6    | Martial Gayant                | Toshiba                | a 3'58"   |
| 7    | Éric Caritoux                 | R.M.O.                 | a 4'26"   |
| 8    | Hector Julio Patarroyo Forero | Postobon-Manzana       | a 5'10"   |
| 9    | Mariano Sanchez Martinez      | Teka                   | a 6'14"   |
| 10   | Alberto Camargo               | Cafe de Colombia-Mavic | a 7'09"   |